# Worony (sielsowiet Pograniczny)
Worony (biał. Вараны, Warany, ros. Вороны, Worony) – wieś na Białorusi, w obwodzie grodzieńskim, w rejonie brzostowickim, w sielsowiecie pogranicznym. Położona jest 52 km na wschód od Białegostoku, 3 km od granicy polsko-białoruskiej, nad rzeką Ciecierówką, w oficjalnej strefie przygranicznej Białorusi. Na południe od wsi przebiega droga prowadząca z przejścia granicznego Bobrowniki-Brzostowica do agromiasteczka Pograniczny.

## Historia
W czasach zaborów wieś w granicach Imperium Rosyjskiego, w guberni grodzieńskiej, powiecie grodzieńskim, w gminie bohorodzickiej, w 3 okręgu policyjnym. Od 1919 roku w granicach II Rzeczypospolitej. 7 czerwca 1919 roku, wraz z całym powiatem grodzieńskim, weszła w skład okręgu wileńskiego Zarządu Cywilnego Ziem Wschodnich – tymczasowej polskiej struktury administracyjnej. Latem 1920 roku zajęta przez bolszewików, następnie odzyskana przez Polskę. 20 grudnia 1920 roku włączona wraz z powiatem do okręgu nowogródzkiego. Od 19 lutego 1921 roku w województwie białostockim, w powiecie grodzieńskim, w gminie Brzostowica Wielka. W 1921 roku miejscowość miała status zaścianka.
W wyniku napaści ZSRR na Polskę we wrześniu 1939 roku miejscowość znalazła się pod okupacją sowiecką. 2 listopada została włączona do Białoruskiej SRR. 4 grudnia 1939 roku włączona do nowo utworzonego obwodu białostockiego. Od czerwca 1941 roku pod okupacją niemiecką. 22 lipca 1941 roku włączona w skład okręgu białostockiego III Rzeszy. W 1944 roku ponownie zajęta przez wojska sowieckie i włączona do obwodu grodzieńskiego Białoruskiej SRR. Od 1991 roku w składzie niepodległej Białorusi.

## Demografia
W czasie wykonywania spisu powszechnego w 1921 roku, zaścianek był opustoszały.